# رولو و روح جنگل
رولو و روح جنگل (انگلیسی: Rollo and the Spirit of the Woods؛ ‏فنلاندی: Rölli ja metsänhenki) یک فیلم فانتزی فنلاندی به کارگردانی اُلی سارِلا است که در سال ۲۰۰۱ منتشر شد.

## بازیگران
- ماریا یاروِن‌هِـلمی
- پتر فرانتسن
- سامولی آدلمن
- کاری هیه‌تالاهتی
- یوسی لامپی
- کاله هُلمبری
- یورما تومیلا